# ميكانيكا حيوية

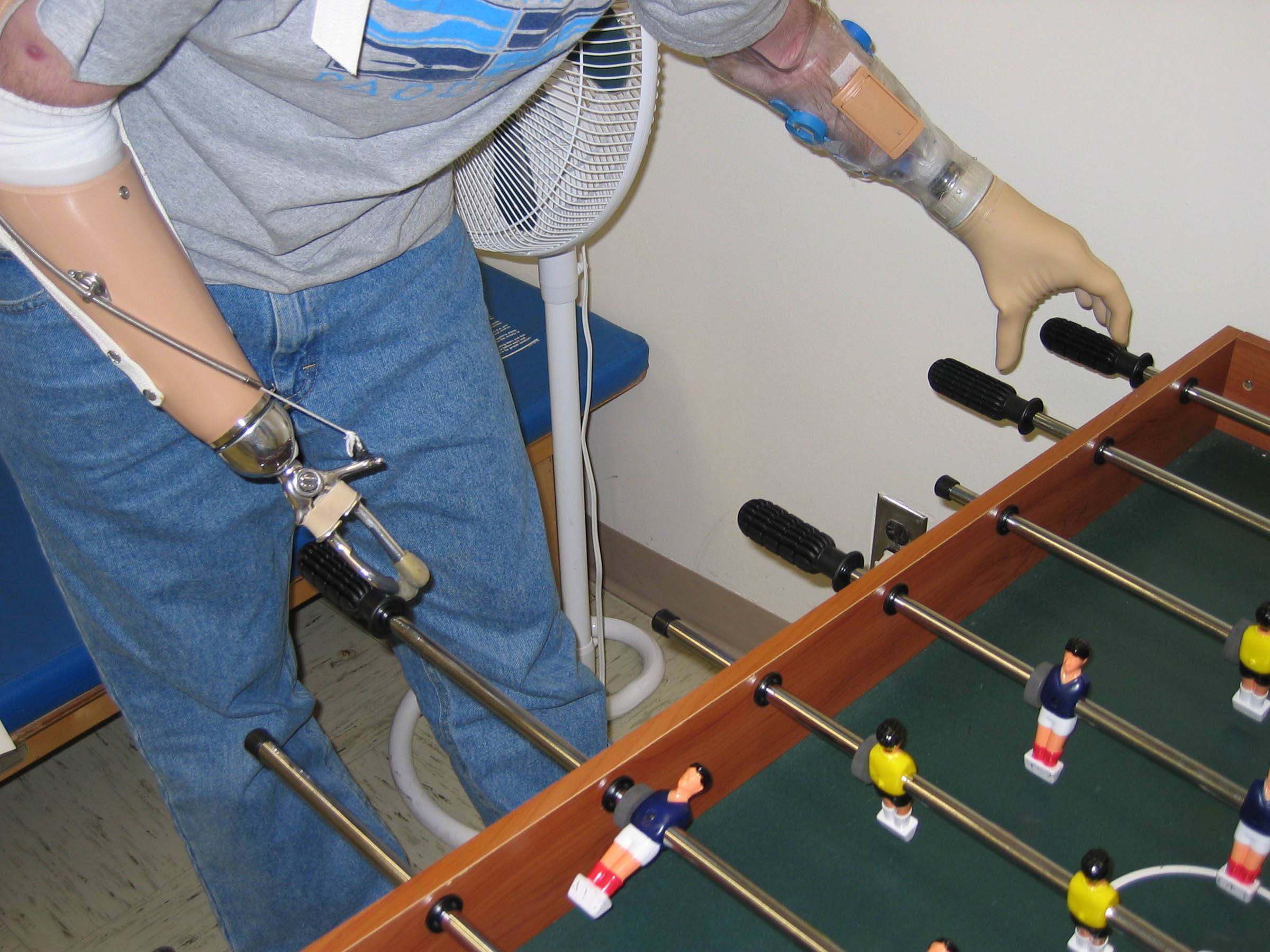
مثال للطرف الصناعي في اليد اليمنى في الصورة.

الميكانيكا الحيوية (بالإنجليزية: Biomechanics)‏ هو تطبيق للمبادئ الميكانيكية على الكائنات الحية. هذا يشمل دراسة وتحليل ميكانيكا الكائنات الحية وتطبيق المبادئ الهندسية واستقائها من الأنظمة الأحيائية.
يطبق هذا البحث والتحليل على عدة مستويات بدءاً من المستوي الجزيئي الذي تتألف منه المواد الحية مثل الكولاجين والإلاستين، إلى مستوي الأعضاء والأنسجة. بعض التطبيقات البسيطة للميكانيكا النيوتنية يمكن أن تعطي مقاربات صحيحة على كل مستوي، ولكن التفاصيل الدقيقة تتطلب استخدام ميكانيكا الأوساط المتصلة.
جيوفاني ألفنسو بيرولي كتب أول كتاب في موضوع الميكانيكا الحيوية بعنوان (De Motu Animalium)، يعني حركة الحيوانات. لم ينظر إلى أجسام الحيوانات على أنها أنظمة ميكانيكية فحسب، بل واصل الأسئلة كالفرق الفيزيولوجي بين تخيل إنجاز عمل ما والقيام به فعلياً.
بعض الأمثلة البسيطة لأبحاث الميكانيكا الحيوية تشمل دراسة القوى المؤثرة على الأطراف (الأعضاء)، والديناميكا الهوائية لطيران الحشرات والطيور، وميكانيكا الموائع في سباحة السمك، الثباتية والرسوخ التي تقدمها جذور الأشجار، وجميع أنواع الحركة في كل أشكال الحياة، بدءاً من الخلايا المفردة ارتقاءاً إلى جميع الأحياء. الميكانيكا الحيوية للجسم البشري هو في صلب علم الحركة.
تلعب الميكانيكا التطبيقية أدواراً أساسية في دراسة الميكانيكا الحيوية. وخصوصا الديناميكا الحرارية، وميكانيكا الأوساط المتصلة، وفروع الهندسة الميكانيكية مثل ميكانيكا الموائع، وميكانيكا الأجسام الصلبة.
لقد ظهر أن الحمولات والتشوهات المطبقة يمكن أن تؤثر على خصائص الأنسجة الحية. يوجد أبحاث أكثر في مجال نمو وإعادة تشكل الأعضاء كرد على هذه الحمولات المطبقة. مثلاً، تأثير ضغط الدم المرتفع على ميكانيكية جدران الشرايين، وسلوك الخلايا العضلية القلبية مع احتشاء القلب، ونمو العظم كاستجابة لممارسات معينة، ونمو النباتات التأقلمي مع حركة الريح، تعتبر كشاهد على أن الأنسجة الحية تتشكل من جديد كنتيجة مباشرة للأحمال المطبقة.
توظف العلوم الرياضية المختلفة تشمل الجبر الخطي، والمعادلات التفاضلية، الأشعة، حسابات التنسور والتقنيات العددية والحسابية مثل طريقة العناصر المنتهية.
إن دراسة المواد الحيوية مهمة جداً للميكانيكا الحيوية. فالأنسجة الحيوية المختلفة في الجسم مثل الجلد والعظم والشرايين، كلا منها ذو خواص فردية بذاتها. فالاستجابة الميكانيكية المنفعلة للأنسجة الخاصة يمكن أن تتبع خصائص البروتينات المختلفة، مثل الإلاستين والكولاجين، والخلايا الحية، والمواد الأساسية مثل بروتيوغليكان، وتوجه الألياف داخل النسيج. مثلاً، إذا كان الجلد البشري مركب من البروتين غير الكولاجين، فإن العديد من الخصائص الميكانيكية، مثل معامل المرونة، سيكون مختلفاً.
إن الكيمياء، وعلم الأحياء الجزيئي، وعلم الأحياء الخلوي تشرح الخواص المنفعلة والفاعلة للأنسجة الحية. مثلاً، في التقلص العضلي، ارتباط الميوزين مع الأكتين يقوم على تفاعل كيميائي حيوي يشمل شوارد الكالسيوم و (أدينوسين ثلاثي الفوسفات).

## تاريخ الميكانيك الحيوية
أول من نظر إلى الكائنات الحية المتحركة على انها أنظمة ميكانيكية كان أرسطو الذي كتب كتاب يشرح فيه وجهة نظره إلى هذا الموضوع. لاحقا وخلال عصر النهضة كان ليوناردو دا فنشي أول من درس المييكانيك الحيوية حيث قام بدراسة تركيبة جسم الحيوان ليفهم آلية عمل العضلات والمفاصل. أيضا حاول محاكاة هذه الآلية ليصنع آلة تمكن الإنسان من الطيران كالطيور. بالإضافة إلى ذلك، قام بمحاكاة آلية عمل الأحصنة ليصنع آلات تسهل حياة الإنسان. غاليليو كتب العديد من الملاحظات الهامة عن آلية حركة الحيوانات التي ساهمت فيما بعد بتطوير هذا المجال. ديكارت اعتبر ان جميع الحيوانات والإنسان يخضعون لنفس القوانين الميكانيكية. جيوفاني بوريللي عمل على الأفكار والمبادئ التي وضعها ديكارت وقام بدراسة تفصيلية لحركة العديد من الحيوانات كالأسماك والطيور واستطاع أن يحدد مركز ثقل الإنسان.
خلال الحقبة الصناعية في القرن التاسع عشر، قام أحد العلماء بتصوير الحيوانات ليتمكن من دراسة حركتها بدقة. ذات العالم اخترع مجال التحليل الحركي. في ألمانيا وخلال نفس الحقبة قام الاخوان ويبر بجهود عديدة ساهمت في تطوير الميكانيكا الحيوية. جهود العديد من العلماء عبر التاريخ ساهم في تطوير وازدهار هذا المجال حتى أصبح على ما هو عليه اليوم، وساعد على ذلك قوانين ونظريات هندسة الميكانيك.

## التطبيقات
إن دراسة الميكانيكا الحيوية تتراوح من العمل الداخلي في الخلية، إلى حركة وتطور الأعضاء، إلى الخواص الميكانيكية للأنسجة الرخوة، والعظام. بتطور فهم السلوك الفيزيولوجي للأنسجة الحية، أصبح الباحثون قادرين على التقدم في ميادين هندسة النسج، وتطوير المعالجات في علم الأمراض.
إن الميكانيكا الحيوية كما الرياضيات، وعلم الحركة، تطبق قوانين الميكانيكا والفيزياء على أداء الجسم البشري لكي نفهم بشكل أكبر أداء الأحداث الرياضية من خلال النمذجة، والمحاكاة والقياس.
بعض المجالات ضمن الميكانيكا الحيوية التي يقوم فيها العلماء بالبحث العلمي تشمل دراسة القوى التي تؤثر على الأطراف البشرية، الديناميكية الهوائية التي تؤثر على الطيور، ديناميكية السوائل التي تؤثر على الأسماك، وحركة مختلف الكائنات الحية صغيرة وكبيرة. الميكانيكا الحيوية أيضا تعنى بدراسة الجهاز العضلي الهيكلي. بالإضافة إلى ذلك، تستخدم المعرفة في هذا المجال في تصميم الأعضاء والأطراف الاصطناعية والبدائل السنية. علم احتكاك المفاصل الحيوية يعتبر حقل دراسة هام ضمن هذا المجال ويستخدم في زرع العظام.

## ميكانيك الأوساط المتصلة
إن من المناسب نمذجة الأنسجة الحية على أنها أوساط متصلة. فعلى مستوي الأنسجة الحية، يمكن نمذجة جدران الشرايين على أنها وسط متصل. هذا الافتراض يسقط عندما تقترب أبعاد الجسم المحلل من أبعاد البنية الدقيقة للمادة. الفرضيات الأساسية لميكانيك الأوساط المتصلة هو حفظ الزخم الخطي والزاوي، حفظ الكتلة، حفظ الطاقة، وتفاوت الإنتروبي. تنمذج المواد الصلبة عادة باستخدام إحداثيات لاغرانج، بينما تنمذج الموائع غالباً باستخدام إحداثيات أويلر. إن استخدام هذه الفرضيات والمسلمات مع الأخذ بعين الاعتبار بعض المشاكل، يمكننا من كتابة مجموعة من معادلات التوازن. إن العلاقات الأساسية والحركية تحتاج إيضاً إلى أوساط مستمرة ليمكن تطبيقها في النمذجة.
إن استخدام تنسورات من الدرجة الثانية أو الرابعة، يعتبر أمر أساسي في تمثيل العديد من الكميات في الكهرتحريكيات. إن التنسور الكامل من الدرجة الرابعة نادراً ما يستخدم في الواقع العملي. وبدلا عنه، تستخدم بعض التبسيطات مثل توحد الخواص وتباينها، واللاإنضغاطية لتقليل عدد العناصر المستقلة. التنسورات من الدرجة الثانية والمستخدمة بشكل شائع تتضمن تنسور إجهاد كاوشي، وتنسور إجهاد كيرشوف-بيولا الثاني، تنسور تدرج التشوهات، وتنسور الإجهاد الأخضر. ينصح القارئ في مراجع الهندسة الميكانيكية أن يحدد بدقة تعاريف مختلف التنسورات التي تستخدم في الحالات الخاصة.

## الجريان
ينمذج جريان الدم في أغلب الظروف بمعادلات نافيير-ستوكس. يمكن افتراض الدم بأكمله مائع نيوتني غير قابل للانضغاط. هذه الفرضية تسقط في حالة الجريان في الشعيرات الدموية. في هذا المستوي، يصبح تأثير كل خلية دم حمراء مستقلة بذاتها معتبراً، ولا يمكن اعتبار الدم وسط مستمر. عندما يصبح قطر الدعاء الدموي أكبر قليلاً من قطر كريات الدم الحمراء يحدث (Fahraeus–Lindquist effect)، فيحدث تناقص في إجهاد القص للجدران. وفي حالة تناقص قطر الوعاء الدموي أكثر، عندها يتوجب على كريات الدم الحمراء أن تندس في الوعاء الدموي وغالبا ما تمر بشكل مفرد فقط. في هذه الحالة ينعكس (Fahraeus–Lindquist effect) ويتزايد إجهاد القص.

## العظام
إن العظام غير متوحدة الخواص ولكنه تقريبا متوحدة في الاتجاه العرضي. بكلمات أخرى، إن العظام تكون أقوى على طول محور واحد أكثر من المحور المعماد له، وهي نفس القوة تقريباً كيفما درنا حول هذا المحور. يمكن نمذجة علاقة الإجهاد بالانفعال للعظام باستخدام قانون هوك، وتتناسب بمعامل المرونة، مثل معامل يونغ، ونسبة بواسون أو وسائط لامي. إن مصفوفة الخواص، والتنسور من الدرجة الرابعة، تعتمد على توحد خواص العظام.

## الميكانيكا الحيوية الرياضية
في هذا المجال يتم تطبيق قوانين هندسة الميكانيك على جسم الإنسان وحركته من أجل معالجة ومنع الإصابات الرياضية. هذا المجال يتداخل مع علم الحاسوب، الهندسة الميكانيكية، الرياضيات وعلم الأعصاب. غالبا ما يستخدم الحاسوب لمحاكاة حركة الرياضيين أثناء ممارستهم للرياضة وذلك يعطي العلماء الفرصة لدراسة التفاصيل الصغيرة. يستخدم هذا العلم في مساعدة الرياضيين على اتنعافي بعد الإصابة، تحسين لياقة الرياضيين، ومساعدتهم على إتقان رياضتهم. غالبا ما يستخدم المختصين في هذا المجال في تصميم الأجهزة الرياضية مثل آلات المشي وغيرها. من أول من اهتم بهذا المجال كان ليوناردو دا فنشي.

## راجع أيضًا
- حركات الجسم